# Bystričany
Bystričany este o comună slovacă, aflată în districtul Prievidza din regiunea Trenčín. Localitatea se află la altitudinea de 239 m deasupra n.m., se întinde pe o suprafață de 37,61 km2 și în 2017 număra 1.801 locuitori. Se învecinează cu Zemianske Kostoľany, Čereňany, Kľak, Kamenec pod Vtáčnikom, Nitrica, Veľké Kršteňany și Malé Kršteňany.

## Istoric
Localitatea Bystričany este atestată documentar din 1388.

## Demografie
| An:                | 1994 | 2004   | 2014   | 2024   |
| ------------------ | ---- | ------ | ------ | ------ |
| Număr de persoane: | 1796 | 1828   | 1806   | 1739   |
| Diferență:         |      | +1,78% | −1,20% | −3,70% |

| An:                | 2023 | 2024   |
| ------------------ | ---- | ------ |
| Număr de persoane: | 1754 | 1739   |
| Diferență:         |      | −0,85% |